# Escape Plan
«Escape Plan» — песня американского рэпера Трэвиса Скотта. Она была выпущена 5 ноября 2021 года вместе с синглом «Mafia». Песня спродюсирована Oz и Nik D.
«Escape Plan» сэмплирует песню «Broke Opps» американского рэпера King Von с микстейпа Levon James.

## История
24 июня 2021 года Spotify показали отрывок из «Escape Plan» в рекламе своей компании. Ровно через месяц, 24 июля 2021 года Скотт продемонстрировал кусок из песни и видеоклипа и исполнил его на Rolling Loud в Майами, Флорида, той же ночью. 30 октября 2021 года рэпер снова исполнил песню на Rolling Loud, на этот раз в Бруклине, Нью-Йорк, а также. Скотт объявил о выпуске новой музыки 4 ноября 2021 года, за день до выхода «Escape Plan» и «Mafia».

## Музыкальное видео
Премьера видеоклипа на «Escape Plan» состоялась 5 ноября 2021 года, через двенадцать часов после выхода песни. Его срежисировал сам Скотт вместе с Тайлером Россом и Элиэлем Фордом. Видео начинается с того, что Трэвис слушает песню в своей машине. Затем он поёт с вершины холма в окружении охранников и сторожевых собак. В следующей сцене рэпер берёт портфель Louis Vuitton и садится на реактивный самолет, а затем едет на квадроцикле и моторной лодке. Наконец, он идёт со своими друзьями на вечеринку.

## Авторы песни
Информация из Tidal.
- Трэвис Скотт — вокал, автор песни, запись
- Oz — продюсирование, автор песни
- Nik D — продюсирование, автор песни
- Майк Дин — миксинг, мастеринг
- Дерек «206Derek» Андерсон — запись

## Чарты
| Чарт (2021)                           | Высшая позиция |
| ------------------------------------- | -------------- |
| Австралия (ARIA)                      | 22             |
| Чехия (Singles Digitál Top 100)       | 19             |
| Германия (GfK)                        | 35             |
| Ирландия (IRMA)                       | 24             |
| Италия (FIMI)                         | 58             |
| Литва (AGATA)                         | 13             |
| Нидерланды (Single Top 100)           | 61             |
| Новая Зеландия (Recorded Music NZ)    | 25             |
| Норвегия (VG-lista)                   | 25             |
| Словакия (Singles Digitál Top 100)    | 14             |
| Швеция (Sverigetopplistan)            | 67             |
| Швейцария (Schweizer Hitparade)       | 13             |
| Великобритания (OCC UK Singles)       | 23             |
| Великобритания (OCC UK Hip Hop/R&B)   | 5              |
| США (Billboard Hot 100)               | 11             |
| США (Billboard Hot R&B/Hip-Hop Songs) | 3              |